# Félelem nélkül (film, 1993)
A Félelem nélkül (eredeti címén: Fearless) 1993-ban bemutatott amerikai filmdráma, amelyet Peter Weir rendezett. A forgatókönyvet azonos című saját regénye alapján Rafael Yglesias készítette. A főbb szerepekben Jeff Bridges, Isabella Rossellini és Rosie Perez. 1993. október 15-én mutatták be az Egyesült Államokban. Magyarországon videokazettán jelent meg 1994. december 8-án.
A produkciót Perez alakításáért egy Golden Globe- és egy Oscar-díjra jelölték. A film a 44. Berlini Nemzetközi Filmfesztiválon egyike volt az Arany Medve esélyeseinek.

## Cselekmény
Max Klein építész egy barátjával San Franciscóból Houstonba repül. A hidraulika meghibásodása miatt a gépnek egy kukoricaföldön kell kényszerleszállást végrehajtania, ami katasztrófába torkollik. Max szinte sértetlenül túléli a balesetet, de barátja és sok más utas meghal. Ettől kezdve más szemmel látja az életet, legyőzi minden félelmét, és azt hiszi, hogy sebezhetetlen. Eleinte teljesen új módon tanulja meg élvezni az életet, ugyanakkor egyre jobban elidegenedik a családjától, akik nem tudják megérteni új szemléletét. Különösen felesége, Laura veszíti el egyre inkább a kapcsolatot Maxszel. Egy veszekedés után végül elhagyja feleségét és fiát.
A légitársaság által megbízott pszichológus szerint Max traumatizált, és úgy véli, hogy elfojtja a történteket. Bemutatja Maxet Carla Rodrigónak, aki a balesetben elvesztette gyermekét. Azt reméli, hogy segíthetnek egymásnak túljutni a traumán. Carla magát hibáztatja, amiért nem tudta a karjában tartani a kisbabáját a katasztrófa idején. Max összebarátkozik Carlával, és ketten kocsikázni kezdenek. Hogy segítsenek neki feldolgozni gyermeke halálát, karácsonyi ajándékokat vesznek elhunyt rokonainak, de ez sem segít Carlán. Max ezután az autója hátsó ülésére szíjazza, és arra kényszeríti Carlát, hogy egy szerszámosládát tartson a karjában, amilyen szorosan csak lehet. Azt akarja, hogy képzelje el, hogy újra a repülőn ül, és a kezében tartja a fiát. Max ezután az autóval frontálisan nekivezet egy falnak. Bár Carla felkészült az ütközésre, képtelen volt megtartani a szerszámosládát, és ekkor döbben rá, hogy semmi esélye nem volt arra, hogy megvédje a gyermekét a repülőgép-szerencsétlenségben.
Carla elválik férjétől, aki elsősorban abban érdekelt, hogy a baleset miatt minél több pénzt követeljen a biztosítótól, és új életet kezd, elbúcsúzik Max-től is. A Maxet képviselő ügyvéd is igyekszik minél nagyobb kártérítést kiharcolni a biztosítótól. Maxet azonban ez teljesen hidegen hagyja, mindenekelőtt nem akar hazudni, hogy a biztosítási összeget feljebb hajtsa. Végül Max allergiás sokk következtében összeesik: Allergiás az eperre, ami légzési nehézséget okoz neki. Az a hite, hogy sebezhetetlen, egy időre kiiktatta ezt az allergiát, de most az intolerancia teljes erővel visszatér - ez annak a jele, hogy Max visszatért a baleset előtti „normális” mentális állapotába. Feleségének, Laurának szájból szájba lélegeztetéssel sikerül megmenteni az életét. Max zihálva veszi a levegőt, és azt kiáltja: „Életben vagyok!”.

## Szereplők
| Szerep           | Színész             | Magyar hangja      |
| ---------------- | ------------------- | ------------------ |
| Max Klein        | Jeff Bridges        | Sörös Sándor       |
| Laura Klein      | Isabella Rossellini | Kovács Nóra        |
| Carla Rodrigo    | Rosie Perez         | Nyakó Júlia        |
| Brillstein       | Tom Hulce           | Csuja Imre         |
| Dr. Bill Perlman | John Turturro       | Kassai Károly      |
| Manny Rodrigo    | Benicio del Toro    | Holl Nándor        |
| Nan Gordon       | Deirdre O’Connell   | Menszátor Magdolna |
| Jeff Gordon      | John de Lancie      | Horányi László     |
| Jonah Klein      | Spencer Vrooman     | Molnár Levente     |
| pilóta           | Gerald L. Kersey    | Uri István         |

## Fogadtatás

### Kritikai visszhang
A film kiváló értékeléseket kapott. A Rotten Tomatoeson 84%-os minősítést ért el 45 értékelés alapján, a konszenzus szerint: „Peter Weir rendező alulértékelt gyöngyszeme Jeff Bridges kiemelkedő alakítása, aki egy mély gyásszal küzdő férfit alakít.” Todd McCarthy a Variety-től azt írta: „Bridges remekül teljesít, különösen a korai éteri pillanatokban, és végig sikerül egy olyan megváltozott lelkiállapotot közvetítenie, amely leköti a nézőt.” Roger Ebert szerint: „A Félelem nélkül olyan, mint egy novella, amely rövid időre világos fényt vet egy olyan sarokba, ahová általában nem nézünk be.” Owen Gleiberman az Entertainment Weekly-n azt írta: „Weir, aki Rafael Yglesias forgatókönyve alapján dolgozik (az ő 1993-as regénye alapján), az emberi trauma élményét igyekszik megragadni, annak minden megrázó rémületében és furcsaságában.”

### Bevétel adatai
A Box Office Mojo szerint a film 6,9 millió dolláros bevételt ért el, a költségvetésről nincs adat.

## Fontosabb díjak és jelölések
| Esemény                              | Díj                                 | Kategória                                | Eredmény |
| ------------------------------------ | ----------------------------------- | ---------------------------------------- | -------- |
| 44. Berlini Nemzetközi Filmfesztivál | Arany Medve                         | Arany Medve                              | Jelölve  |
| 44. Berlini Nemzetközi Filmfesztivál | Tiszteletbeli említés – Rosie Perez | Tiszteletbeli említés – Rosie Perez      | Elnyerte |
| 51. Golden Globe-gála                | Golden Globe-díj                    | Legjobb női mellékszereplő – Rosie Perez | Jelölve  |
| 66. Oscar-gála                       | Oscar-díj                           | Legjobb női mellékszereplő – Rosie Perez | Jelölve  |